# دیاگ
دیاگ، کوتاه‌شدهٔ دیاگنوز (به فرانسوی: diagnose) یا دایاگنوسیس (به انگلیسی: diagnosis) به معنی «تشخیص» گرفته شده‌است. 
در خودرو،کامپیوتری جهت کنترل عملکرد آن، قطعه‌ای به نام ئی‌سی‌یو (ECU) یا یونیت کنترل الکترونیکی تعبیه شده است.
علاوه بر یونیت کنترل الکترونیکی، خودروهای جدید، دارای کنترل یونیت های متنوعی جهت کنترل و پایش عملکرد قسمت های دیگر خودرو چون ترمز، بدنه، کیسه هوا و ... می‌باشند.
در صورت خرابی در هر یک از متعلقات سیستمهای فوق، کنترل یونیت خطایی را در حافظه پایدار خود ضبط کرده و هنگام استفاده از دستگاه دیاگ، این کد خطا جهت تفسیر و نمایش به تعمیرکار به دستگاه دیاگ ارسال می‌شود.
علاوه بر خواندن کدهای خطا، دستگاههای دیاگ دارای قابلیتهای زیر نیز هستند: 
انجام و تغییرات تنظیمات یونیت کنترل (از قبیل تعریف کلید جدید برای خودرو، کدگذاری یونیت های متصل دیگر،...) 
تعداد و گستره عملیات فوق بسته به نوع و نرم‌افزار کنترل یونیت و همینطور پوشش برنامه دیاگ (که توسط شرکت سازنده  تعریف می شود)متفاوت است.